# 習志野駅
習志野駅（ならしのえき）は、千葉県船橋市習志野台四丁目にある、京成電鉄松戸線の駅である。駅番号はKS69。

## 歴史
- 1948年（昭和23年）10月8日：新京成電鉄新京成線の駅として開業。
- 2014年（平成26年）2月：駅番号「SL20」を設定[1]。
- 2025年（令和7年）4月1日：新京成電鉄が京成電鉄への吸収合併に伴い、京成電鉄松戸線の駅となる。同時に駅番号をSL20からKS69に変更[2]。

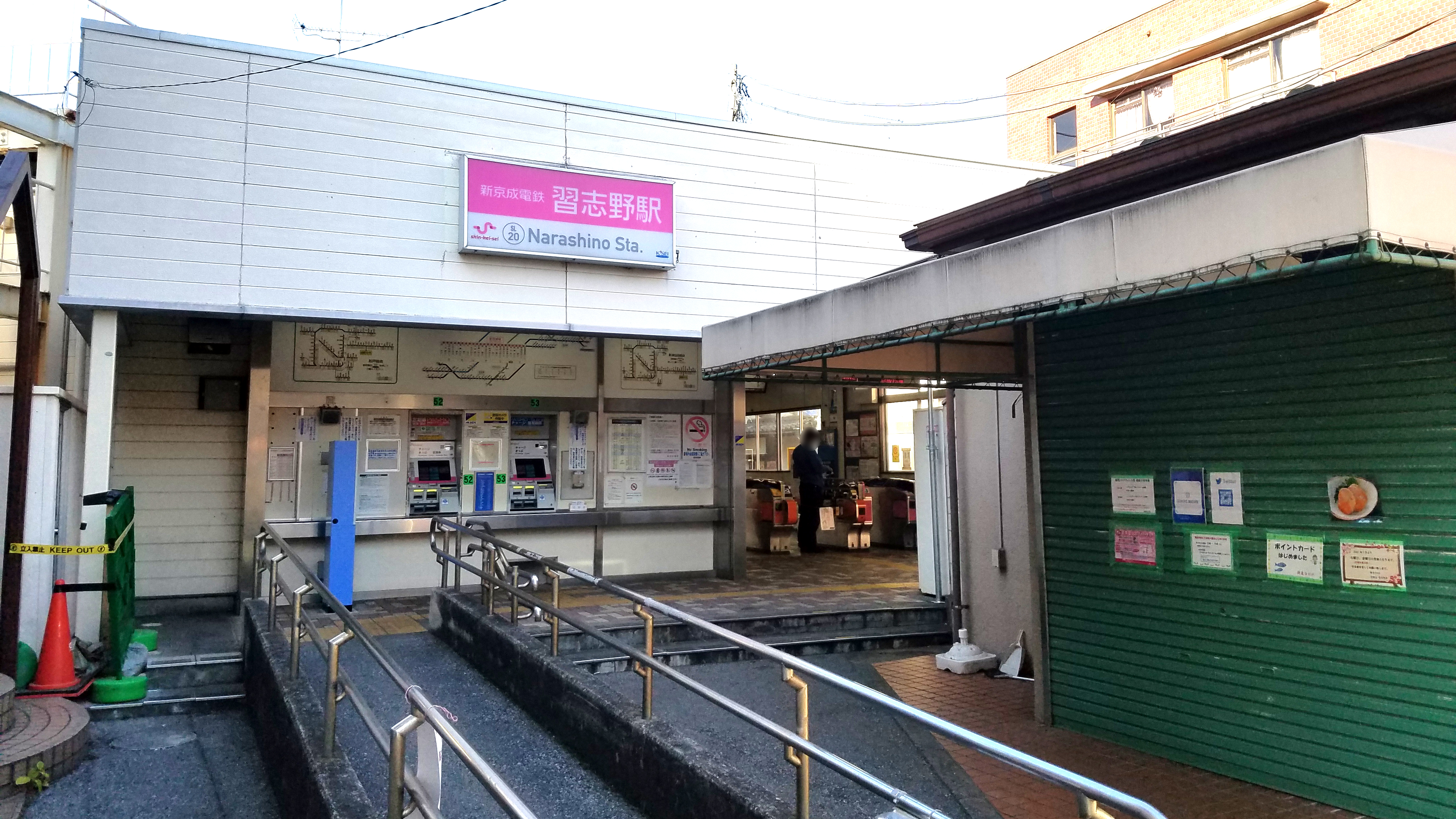
新京成電鉄時代の駅舎（2023年1月）

### 駅名の由来

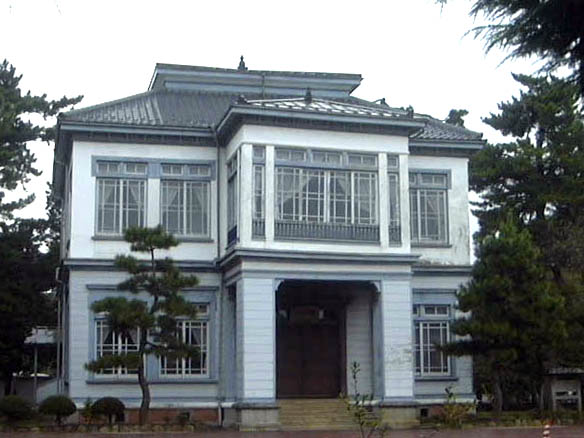
空挺館（第一空挺団内御馬見所）

駅名は習志野原（陸軍習志野練兵場）からきている。その由来については、明治天皇閲覧の演習の際にある兵をほめて「見習しの」といった説、演習の総指揮を執った篠原国幹の指揮ぶりをほめて「習え篠原」といった説、平坦な地＝「ならした野」という説等がある。薬円台公園内には習志野発祥の史跡として明治天皇駐蹕之処の碑が建てられている。他にも第1空挺団内には明治天皇にゆかりのある御馬見所（空挺館）という古い洋館が残されている。
習志野市と船橋市東部（旧二宮町）にある習志野という地名が混同されることがあるが、「習志野」とは本来、現在の船橋市・習志野市・八千代市にまたがる広域地名である。その地名は習志野原（陸軍習志野錬兵場）に由来しているが、その後、周辺にあった駐屯地や関連施設などの広い地域を総称して「習志野」と呼ぶようになった。つまり、北は高根木戸駅周辺から陸上自衛隊習志野演習場を含め南は習志野市立習志野高等学校の付近まではかつての「習志野原」内であり、いわゆる「習志野」地域に属していることになる。ちなみに「習志野」の中心は、大久保の騎兵連隊と薬園台の騎兵学校、明治天皇駐蹕之処の碑が建つ（旧所在地の）習志野原周辺の地域と一般的に認識されている。戦前には現在の習志野駅付近に東部軍管区教育隊が設置されていたことでも知られる。

## 駅構造
相対式ホーム2面2線の地上駅である。両ホームは跨線橋で結ばれている。駅舎は鉄骨構造。
自動改札機は4台ある。遠隔監視カメラや管理駅と通話できるインターホンを備え、無人駅として運用できる構造。22時 - 7時は無人駅として運用され、窓口業務は休止する。構内数箇所に設置されたインターホンで新津田沼駅と通話ができる。

### のりば
| 番線 | 路線   | 方向 | 行先                               |
| ---- | ------ | ---- | ---------------------------------- |
| 1    | 松戸線 | 下り | 新津田沼・京成津田沼・千葉方面     |
| 2    | 松戸線 | 上り | 北習志野・新鎌ヶ谷・八柱・松戸方面 |

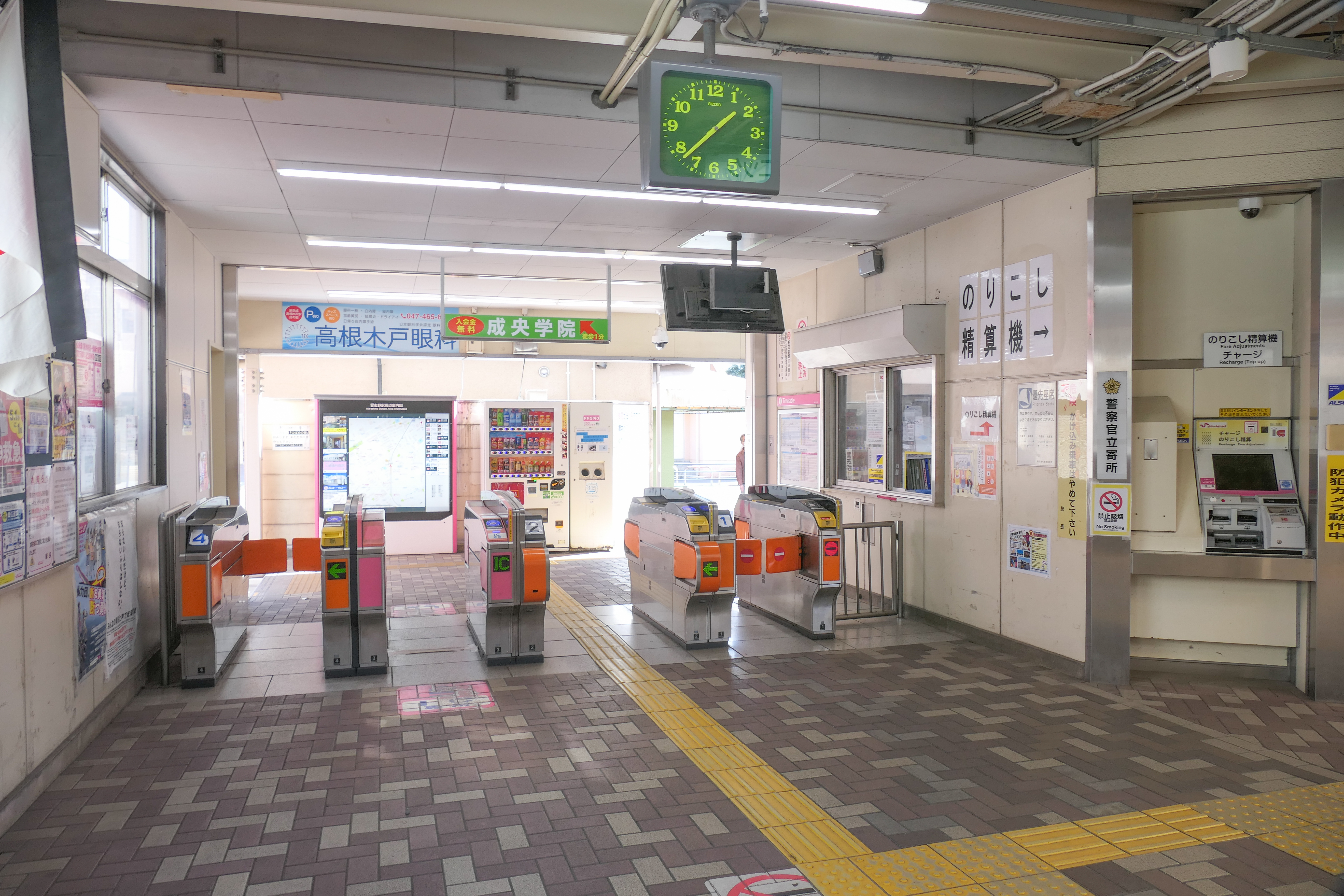
改札口（2023年3月）
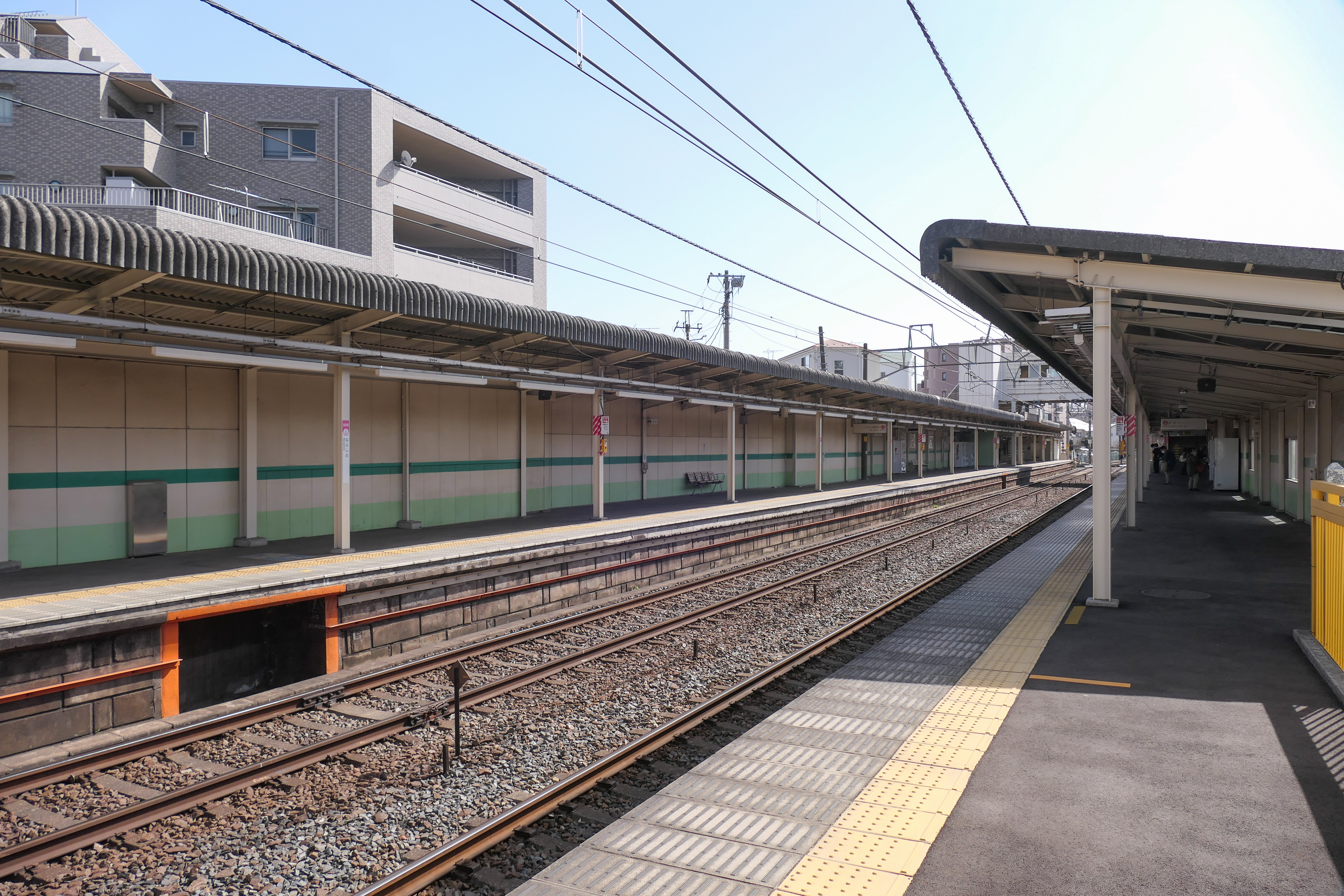
駅ホーム（2023年3月）

## 利用状況
2024年度の1日平均乗降人員は13,187人である。
近年の一日平均乗降・乗車人員推移は下表の通り。
| 年度               | 一日平均 乗車人員 | 一日平均 乗車人員 |
| ------------------ | ----------------- | ----------------- |
| 2007年（平成19年） |                   | 6,717             |
| 2008年（平成20年） |                   | 6,625             |
| 2009年（平成21年） |                   | 6,506             |
| 2010年（平成22年） |                   | 6,412             |
| 2011年（平成23年） |                   | 6,377             |
| 2012年（平成24年） |                   | 6,518             |
| 2013年（平成25年） |                   | 6,643             |
| 2014年（平成26年） |                   | 6,599             |
| 2015年（平成27年） |                   | 6,707             |
| 2016年（平成28年） |                   | 6,707             |
| 2017年（平成29年） |                   | 6,788             |
| 2018年（平成30年） |                   | 6,766             |
| 2019年（令和元年） | 13,283            | 6,722             |
| 2020年（令和02年） | 10,776            |                   |
| 2021年（令和03年） | 11,344            |                   |
| 2022年（令和04年） | 11,996            |                   |
| 2023年（令和05年） | 12,747            |                   |
| 2024年（令和06年） | 13,187            |                   |

## 駅周辺

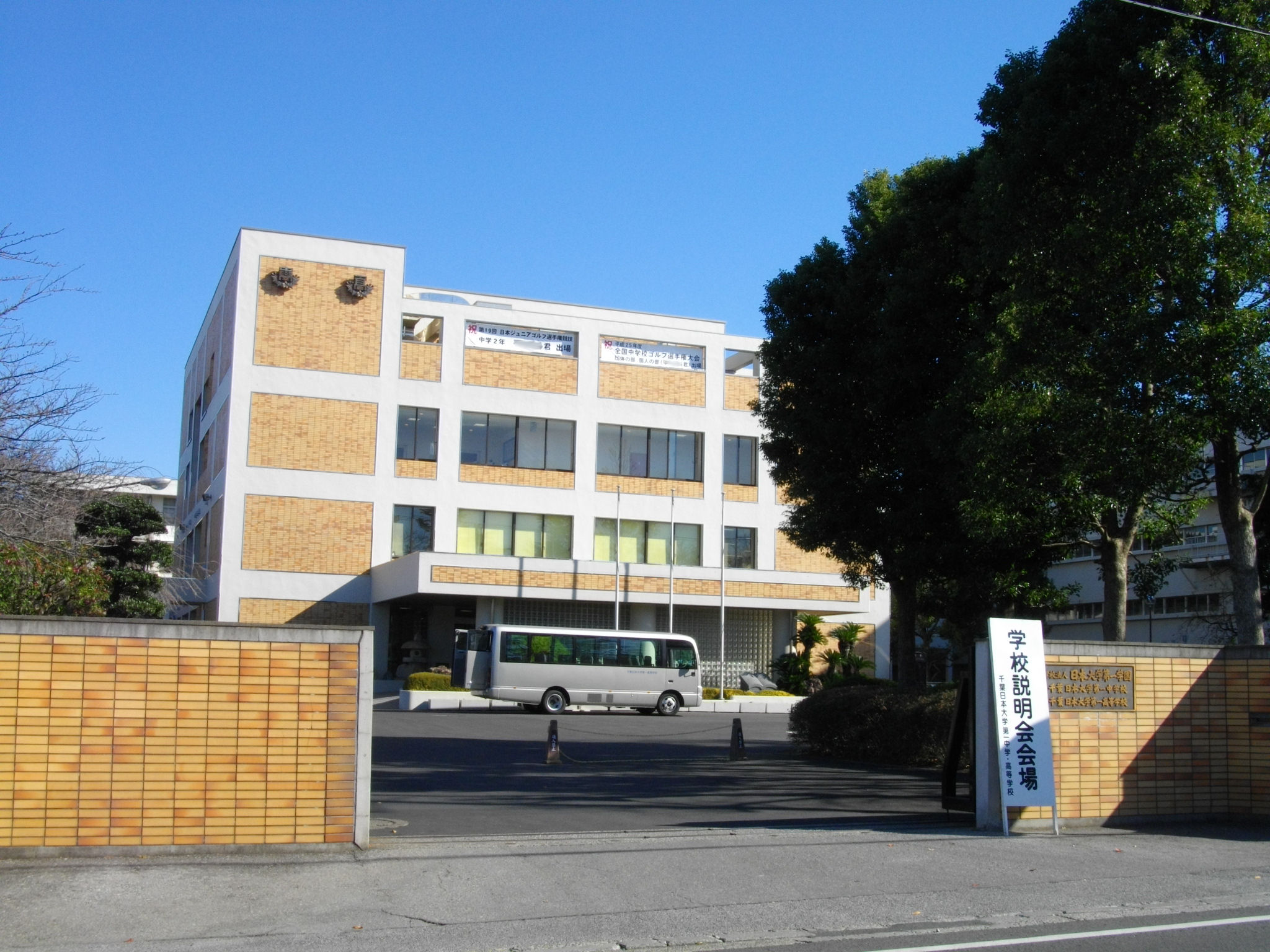
千葉日本大学第一中学校・高等学校

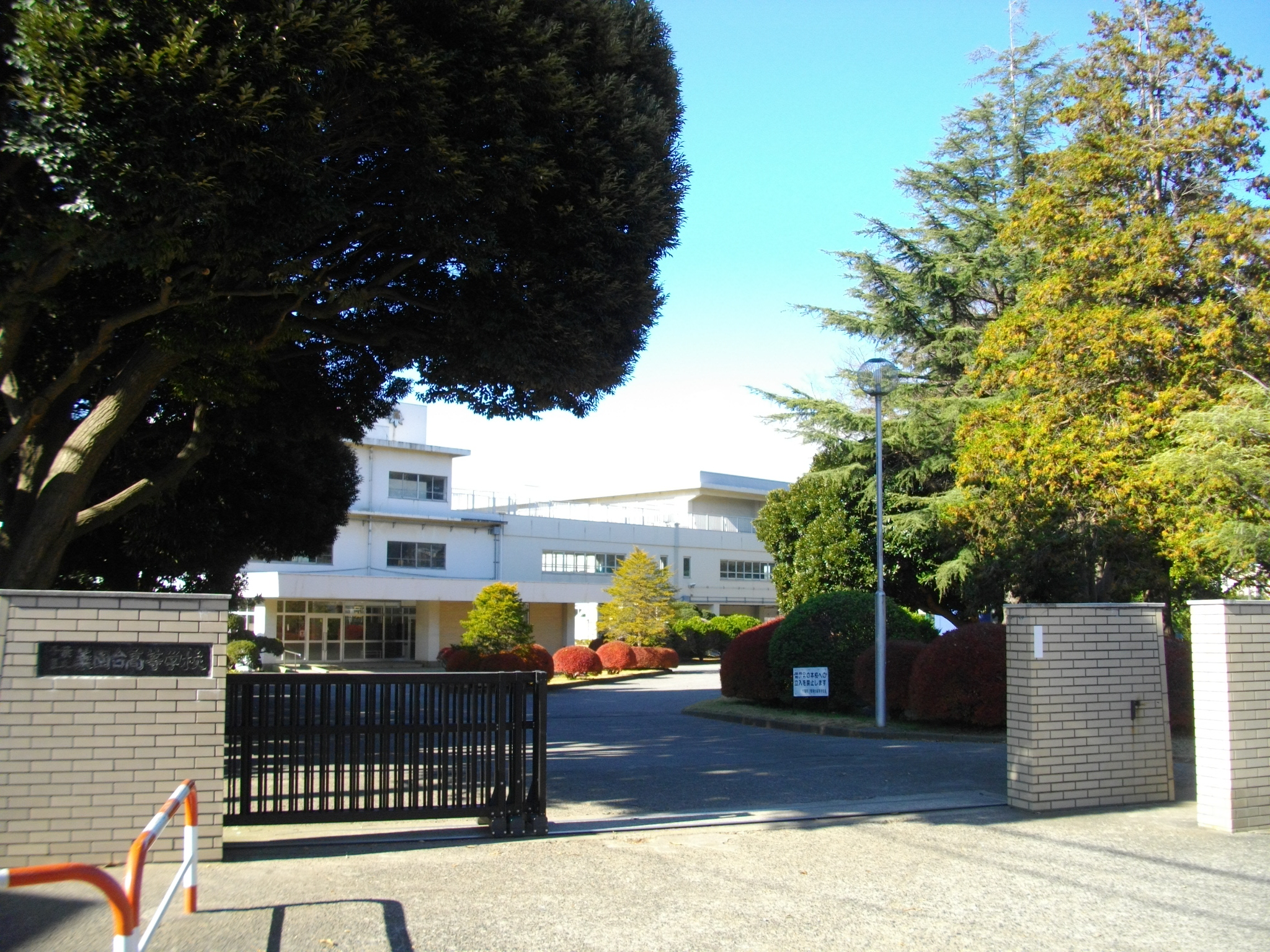
千葉県立薬園台高等学校

駅南側には国道296号が走り、隣駅の北習志野駅までは約900メートル（徒歩約10分）、薬園台駅までは約800メートル（徒歩約8分）である。
- 社会福祉会館
- 船橋市東部保健センター
- 船橋市東図書館
- 船橋市立郷土資料館
- 陸上自衛隊習志野駐屯地
- 共立習志野台病院
- 千葉日本大学第一中学校・高等学校（徒歩約18分）
- 千葉県立薬園台高等学校
- 船橋市立習志野台中学校
- 船橋市立七林中学校
- 船橋市立薬円台小学校
- 船橋市立七林小学校
- 船橋市立習志野台第二小学校
- 船橋市立飯山満小学校（徒歩約18分）
- 習志野駅前郵便局
- 薬園台駅前郵便局
- 薬園台郵便局
- 船橋習志野台五郵便局
- マルエツ 習志野店
- ビッグ・エー 船橋習志野台店
- ヨークマート 習志野台店
- マックスバリュ 習志野台店
- 西友 薬円台店
- 生活協同組合コープみらい  コープ薬円台店
- ヤックスドラッグ 船橋習志野店
- ウエルシア薬局 習志野台5丁目店
- 東京靴流通センター 習志野台店
- 薬円台公園
- 北習志野近隣公園

## 隣の駅
京成電鉄
 松戸線
北習志野駅 (KS70) - 習志野駅 (KS69) - 薬園台駅 (KS68)